# أوراق شاب عاش منذ ألف عام
مجموعة قصصية رائدة من حيث احيائها للتراث المصري الإسلامي، حملت بذور ما سيكتب جمال الغيطاني طوال مسيرته اللاحقة كما ارتبطت في الاذهان بحدة نبرتها السياسية إذ أن كل القصص ذات مضمون سياسي معاصر رغم تناولها أحداثا موغلة في القدم إذ تناولت مثلا قصة «هداية أهل الورى لبعض ما جرى في المقشرة» موضوع التعذيب في السجون واعتباطية ممارسة السلطة وتحدثت قصة «أوراق شاب عاش منذ ألف عام» عن هزيمة 1967 من منظور مواطن عادي.

## قصص المجموعة
1- أوراق شاب عاش منذ ألف عام.
2- المقتبس من عودة ابن اياس إلى زماننا.
3- أيام الرعب.
4- هداية أهل الورى لبعض ما جرى في المقشرة.
5- كشف اللثام عن ابن سلام.